# Extra Ecclesiam nulla salus

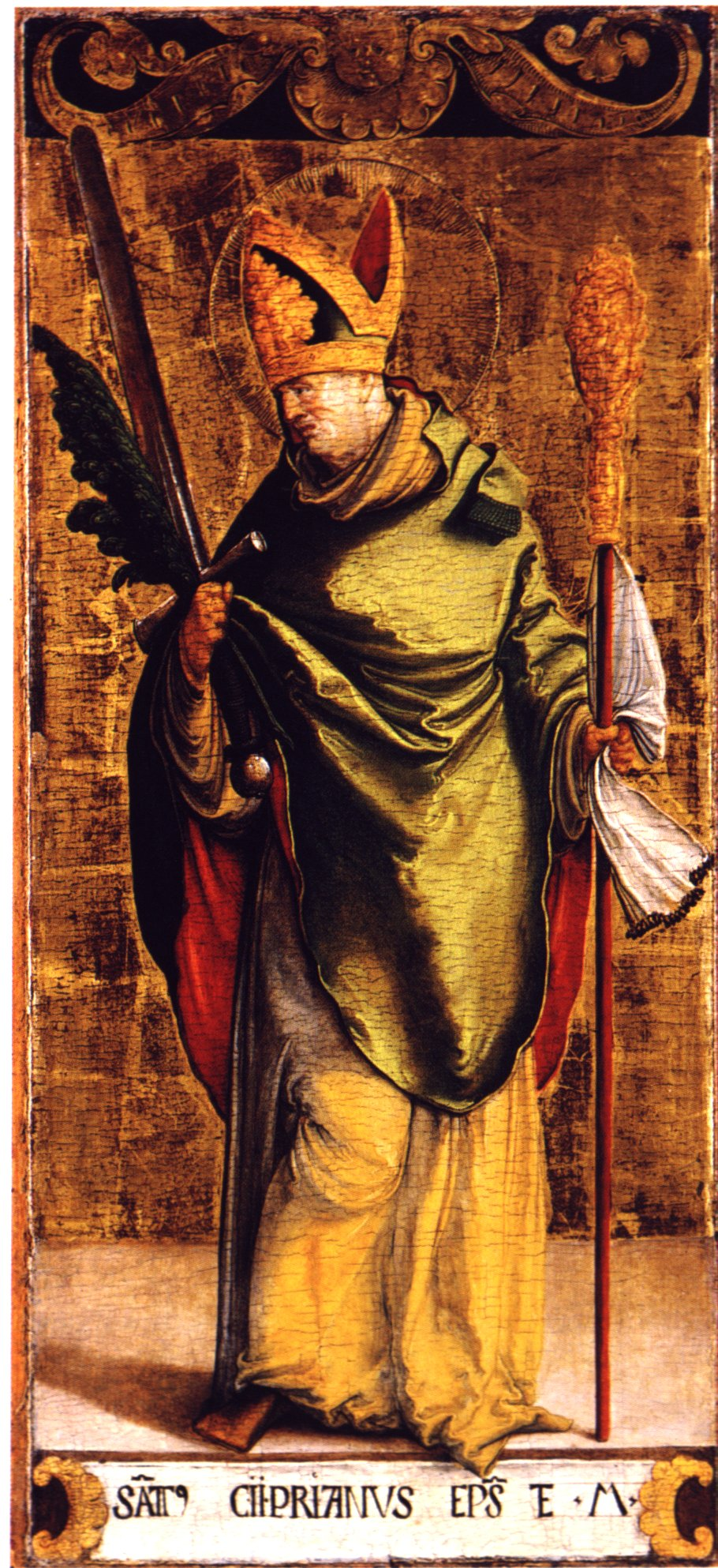
Киприан Карфагенский (III век) — автор концепции «вне Церкви нет спасения» и сторонник акривии в отношении признания благодатности таинств еретиков и раскольников

Extra ecclesiam nulla salus (с лат. — «Вне Церкви нет спасения») — один из принципов христианской экллезиологии, который утверждает, что необходимым условием спасения является членство в Христианской церкви. Первым Отцом Церкви, который сформулировал данное утверждение, был Киприан Карфагенский, в творениях которого встречается данная фраза.

## Богословское основание
Утверждение о том, что вне границ Церкви нет спасения является общим местом в христианской святоотеческой литературе. Данное мнение было также многократно подтверждено решениями Вселенских соборов. Данный тезис встречается в работах раннехристианских богословов: так, к примеру в творениях Оригена встречается фраза «никто не спасется вне Церкви». Лаконично сформулировал эту догму, священномученик Киприан Карфагенский, который писал:

«Тот не может уже иметь Отцом Бога, кто не имеет Матерью Церковь. Находящийся вне Церкви мог бы спастись только в том случае, если бы спасся кто-либо из находившихся вне ковчега Ноева. Господь так говорит в научение наше: „Кто не со Мною, тот против Меня; и кто не собирает со Мною, тот расточает“ (Мф. 12:30). Нарушитель мира и согласия Христова действует против Христа. Собирающийся в другом месте, а не в Церкви, расточает Церковь Христову; Господь говорит: „Я и Отец — одно“ (1Ин. 5:7). Кто же подумает, что это единство, основывающееся на неизменяемости Божественной и соединённое с небесными таинствами, может быть нарушено в Церкви и раздроблено разногласием противоборствующих желаний? Нет, не хранящий такового единства не соблюдает закона Божия, не хранит веры в Отца и Сына, не держится истинного пути к спасению».

## В католицизме
Средневековое католическое богословие предполагало обязательным критерием спасения членство в Римской церкви, возглавляемой римским понтификом. В католическом учении сотериологические границы полностью совпадали с юрисдикционными границами Римской церкви. Формулировка «вне Церкви нет спасения» означала, что не только для язычников, но и для еретиков и схизматиков, находящихся вне Католической церкви спасение невозможно. Данное утверждение чётко и однозначно было изложено в 1208 году, в послании папы Иннокентия III епископу Таррагонскому:

«Мы веруем сердцем и исповедуем устами единую Церковь, не еретическую, а святую Римскую Церковь, кафолическую и апостольскую, вне которой, как мы верим, никто не спасается».
Идея о сотериологической исключительности Римско-католической церкви была развита в булле папы Бонифация VIII «Unam Sanctam» (1302):

«...эта Церковь, одна и единственная, имеет лишь одно Тело, одну Главу… это Христос и Пётр, наместник Христа (Christi vicarius), а также преемники Петра, согласно тому, что Господь сказал самому Петру: «Паси овец Моих» (Ин. 21:17). Он говорит «Моих» вообще, не имея в виду тех или иных в частности; это подразумевает, что все они были поручены Ему. Если, следовательно, греки или кто-либо еще говорят, что они не были поручены Петру и его преемникам, они должны признать, что не являются овцами Христовыми, частью Его стада…».
Булла «Cantate Domino» (1442) папы Евгения IV, изданная на униональном Ферраро-Флорентийском соборе, также утверждает, что спасение невозможно вне границ Римско-католической церкви: «[Святая Римская Церковь], основанная словом Господа нашего и Спасителя] твёрдо верит, исповедует и провозглашает, что никто вне Католической Церкви — ни язычник, ни иудей, ни неверующий, ни раскольник, — не наследует вечной жизни, скорее, он попадёт в огонь вечный, уготованный дьяволу и ангелам его, если он не присоединится к ней (Церкви) перед смертью».
Данное традиционное понимание было подтверждено догматической конституцией «Pastor Aeternus» (принятой на Первом Ватиканском соборе (1869—1870)), в которой определяется прямая зависимость членства в Церкви от подчинённости Римскому понтифику. Такого рода представление о юрисдикционных границах истинной Церкви, оставалось неизменным до середины XX века. В догматической конституции «Lumen Gentium», принятой на Втором Ватиканском соборе (1962—1965) допускается существование «элементов церкви» (лат. elementa Ecclesiae) вне Католической церкви. Декрет об экуменизме «Unitatis Redintegratio», принятый на том же соборе отмечает, что восточные церкви обладают действенными таинствами. Однако в данных решениях речь не идёт о каком-то внецерковном спасении, ибо в конечном счете и «elementa Ecclesiae» в иных христианских конфессиях, и степень приближённости к Богу нехристиан оцениваются с точки зрения их незримой связи с Римско-католической церковью (Катехизис Католической церкви (818—819)):

«Более того вне зримых пределов Католической Церкви существуют „многие элементы освящения и истины“: „написанное слово Божие, жизнь благодати, вера, надежда и любовь, другие внутренние дары Духа Святого, а также и другие видимые проявления“. Дух Христов использует эти Церкви и церковные общины как средство спасения, сила которых исходит из полноты благодати и истины, вручённых Христом Католической церкви».

## В православии
Послание восточных патриархов о православной вере 1723 года говорит о необходимости членства в Церкви для следования по спасительному пути:

«Веруем, что члены Кафолической Церкви суть все, и притом одни верные, то есть несомненно исповедующие чистую Веру Спасителя Христа (которую прияли мы от Самого Христа, от Апостолов и Святых Вселенских Соборов), хотя бы некоторые из них и были подвержены различным грехам. Ибо если бы верные, но согрешившие, не были членами Церкви, то не подлежали бы её суду. Но она судит их, призывает к покаянию и ведёт на путь спасительных заповедей; а потому, несмотря на то, что подвергаются грехам, они остаются и признаются членами Кафолической Церкви, только бы не сделались отступниками и держались Кафолической и Православной Веры».
Часть православных богословов (Филарет (Дроздов), А. С. Хомяков, Сергий (Страгородский), В. В. Зеньковский и другие) настаивает, что видимое пребывание в Православной церкви не всегда является залогом гарантированного спасения, а, к примеру, пребывание в инославных сообществах, не означает безусловной гибели верующего. Это мнение ёмко выразил митрополит Константинопольской православной церкви Каллист (Уэр):

«Extra Ecclesiam nulla salus. Вся категорическая сила и значение этого афоризма заключается в его тавтологии. „Вне Церкви нет спасения, потому что спасение в Церкви“ (Г. Флоровский, Соборность: (кафоличность) Церкви). Следовательно, следует ли, что всякий, кто явно не входит в Церковь, обязательно будет проклят? Конечно, нет; ещё меньше из этого следует, что каждый, кто явно находится в Церкви, обязательно будет спасён. Как мудро заметил Августин: „Сколько овец снаружи, сколько волков внутри!“ (Гомилии на Евангелие от Иоанна, 45, 12). Хотя нет разделения между „видимой“ и „невидимой Церковью“, всё же могут быть члены Церкви, которые не являются видимыми таковыми, но членство в которых известно только Богу. Если кто-то спасён, он должен в некотором смысле быть членом Церкви; в каком смысле мы не всегда можем сказать».
Согласие с утверждением того, что вне Церкви нет спасения, было выражено в официальном документе Русской православной церкви «Основные принципы отношения к инославию», принятом на Архиерейском соборе 2000 года. В то же время не отрицается возможность действия благодати Божией вне Церкви, но это действие не следует путать со спасением:

«Православная Церковь устами святых отцов утверждает, что спасение может быть обретено лишь в Церкви Христовой. Но в то же время общины, отпавшие от единства с Православием, никогда не рассматривались как полностью лишённые благодати Божией. Разрыв церковного общения неизбежно приводит к повреждению благодатной жизни, но не всегда к полному её исчезновению в отделившихся общинах. Именно с этим связана практика приёма в Православную Церковь приходящих из инославных сообществ не только через Таинство Крещения. Несмотря на разрыв единения, остаётся некое неполное общение, служащее залогом возможности возвращения к единству в Церкви, в кафолическую полноту и единство».